# هيلو (هولندا)
هي لو Heiloo  هي مدينة وبلدية بمقاطعة شمال هولندا، هولندا.

## طوبوغرافيا
خريطة طوبوغرافية هولندية لبلدية هي لو، يونيو 2015، (تقرأ بعد ثلاث نقرات على الخريطة).

## توأمة
لهيلو (هولندا) اتفاقيات توأمة مع:
- شفينتوخوفيتسه

## أعلام
- جوريس كرامر